# 北冕座R
北冕座R是特殊的低質量黃超巨星，它是北冕座R型變星的變星原型，以不規則的時間間隔光度會明顯的黯淡幾個星等。北冕座R的視星等通常在6等左右，剛好在裸眼可見的極限範圍。但每隔幾年會有幾個月黯淡至14等，然後在幾個月的時間內會逐漸回復到原來的亮度，因此被暱稱為淡出星或逆向新星。

## 歷史
北冕座R的變異性是英國天文學家愛德華·皮戈特在1795年發現的，它被稱為北冕座變異，是北冕座的一顆變星。在1935年，它是第一顆通過光譜分析顯示與太陽有著不同化學成分的恆星。

## 變化性
北冕座R是這一類變星的原型，迄今只有三顆北冕座R型變星是肉眼可見的，另外兩顆是人馬座RY和半人馬座V854 。多數時間，它在定義不明確的40天和51天的週期顯示0.1星等的變化。這些對應於略低於one M☉極端氦星的徑向脈衝的第一泛音基調。
北冕座R從正常的6等星變得黯淡的時間間隔是不規則的，可以長達幾年到幾十年，變暗的時間則從幾個月到甚至幾年；也沒有固定的極小值，光度變化可以從可見的6等到昏暗的15等，在較長波長的變暗比較不明顯。正常而言，當抵達極小值之後，幾乎就會立刻開始返回最大亮度，但是偶爾也會中斷，先變暗再變亮。這種不規則的黯淡是北冕座R型變星的定義特徵，被認為是由於碳在恆星的周圍凝結成煙塵。
在2007年8月，北冕座R開始黯淡至前所未有的最低限度。它在33天降至14等，然後繼續緩緩變暗，在2009年6月跌破15等。然後它開始同樣緩慢的增光，2011年底尚未達到12等。這是異常和持續最久的最低光度，甚至長過1962年至1967年的5年最低光度。然後，北冕座R繼續黯淡至接近15等，在2014年8月，仍然低於10等，期間已經長達7年。在2014年後期，北冕座R迅速憎光至7等，但又開始變得黯淡。當2015年5月，它的亮度大約是8等。

## 光譜
北冕座R在最大光度時清楚的顯示是晚期的F型或早期的G型黃色超巨星 ，但有著特異的頻譜。缺乏氫線或是很微弱，而氰（CN）和C2的碳線和分子譜帶異常強勁。氦線和像是鈣金屬的譜線也如預期的存在。
頻譜是變化的，在光度變暗的其間最為明顯。平常的吸收光譜被發射譜線取代，特別是HeI、CaII、NaI、和其它的金屬。這些譜線有時很狹窄，氦的譜線有時顯示天鵝座P的輪廓。在極深的極小值，很多的金屬線會消失，但Ca的雙線依然強勁。  In deep minima, many of the metal lines disappear although the Ca doublet remains strong. 在深極小值，很多的金屬線消失雖然 Ca 偶極子依然強勁。[OI]、[OII]、和[NII]的星雲禁制線也能在這時檢測到。
在北冕座R最大值時的譜線，強烈顯示氫被耗盡，而氦是佔著主導地位的元素，還有碳也強烈的增強。在極小值時，光譜顯示發展的碳雲遮蔽了光球，留下了可見的色球譜線。

## 性質
北冕座R大約90%是氦，其餘的絕大多數主要是碳，而氫少於1%。碳豐度的增加有資格成為極端氦星。
脈動模型建議北冕座R的質量大約是0.8-0.9 M☉，而眾所皆知的合理最高溫度在6,900K，在光度衰退的過程中光球似乎被冷凝的灰塵遮蔽。  北冕座R的距離並未精確的測出，但估計在1.6Kpc。依據氦星模型估計的亮度大約是19,000 L☉，恆星的半徑大約是100 R☉。參考在大麥哲倫星系，距離已經知道得相當準確的北冕座R型變星，北冕座R的絕對星等是 -5.85等。

## 形成
北冕座R的形成有兩種主要的學說：兩顆白矮星的合併，或在後漸近巨星分支（AGB）非常晚期的氦閃。後AGB星的模型計算，北冕座R的外圍會有約0.6 M☉的氣體包圍著，所以它被認為是碳氧白矮星和一顆氦白矮星合併形成的。 合併的理論難以解釋在大氣層中檢測到值得注意的鋰，但這是後期氦閃的自然結果。

## 光度下降
這種行為的原因被認為是中心恆星大氣層的碳粉塵定期集結。亮度的突然下降可能是粉塵快速凝結，導致很多恆星的光被阻擋造成的。粉塵被輻射壓逐漸驅散的結果，使光度恢復到正常。
直接用哈伯太空遠鏡觀測的影像顯示方圓2,000天文單位的範圍內有著廣泛的塵埃雲，對應著一連串定期彈出的細塵（約5nm的顆粒），伴隨著恆星風和粗塵（由0.14μm的顆粒組成）。產生遮蔽的碳雲凝結似乎發生在不斷擴大的激波區域的前緣，並且越來越靠近恆星。已在北冕座R的周圍檢測到寬約4pc，包含25K約2 M☉的粉塵殼。

## 大眾文化
哈爾·克萊門特（英語：Hal Clement）科學幻想短篇小說冷鋒以北冕座R作為主角，該文刊登於1946年《驚奇超級科學故事》雜誌（Astounding Science Fiction，《模拟科幻小说与事实》前身）。

## 外部連結
- Variable Star of the Month January, 2000: R Coronae Borealis（页面存档备份，存于）
- Entry in the Encyclopedia of Astrobiology, Astronomy, and Spaceflight（页面存档备份，存于）
- http://jumk.de/astronomie/special-stars/r-cor-bor.shtml（页面存档备份，存于）
- ESO 34/07 - Science Release: "Star Caught Smoking"